# Вагна
Вагна (нім. Wagna) — торгова громада в окрузі Лайбніц австрійської федеральної землі Штирія.

Громада виникла 1 січня 1952  в результаті об'єднання доти незалежних громад Афленц-ан-дер-Зульм, Газендорф-ан-дер-Мур, Лайтринг та Ванга.

## Сусідні громади
|         | Гралла       |                                 |
| Лайбніц | Розташування | Габерсдорф                      |
|         | Гамліц       | Штрасс-ін-Штаєрмарк, Еренгаузен |